# Microdon apidiformis
Microdon apidiformis är en tvåvingeart som beskrevs av Enrico Adelelmo Brunetti 1924. Microdon apidiformis ingår i släktet myrblomflugor, och familjen blomflugor. Inga underarter finns listade i Catalogue of Life.